# Parque natural nacional de Mezynsky
Parque natural nacional de Mezynsky (en ucraniano: Мезинський національний природний парк) es un parque nacional de Ucrania que cubre los bosques y las terrazas de llanuras aluviales del río Desná en la parte norte del país. El parque fue creado para equilibrar la protección de sitios arqueológicos y ecológicos sensibles, la recreación y la agricultura rural. El parque está situado en el distrito administrativo (raión) de Nóvgorod-Síverski en el óblast de Chernígov, a unos 50 kilómetros al sur de la ciudad de Járkov.

## Topografía
La mayor parte del parque se encuentra en la margen derecha del río Desná, que corre de norte a sur por los límites este y sur del parque. El terreno es de morrenas glaciares, terrazas inclinadas, terrazas de llanuras aluviales y llanuras elevadas con muchas corrientes tributarias corriendo hacia el río. Los cerros oscilan entre los 125 y los 208 metros sobre el nivel del mar. El área general es parte de las tierras bajas del río Dniéper. El parque tiene unos 20 kilómetros de oeste a este y 30 kilómetros de norte a sur. Está situado a unos 110 kilómetros al este de la capital regional de Chernígov y 60 kilómetros río abajo desde la frontera con Rusia al norte.

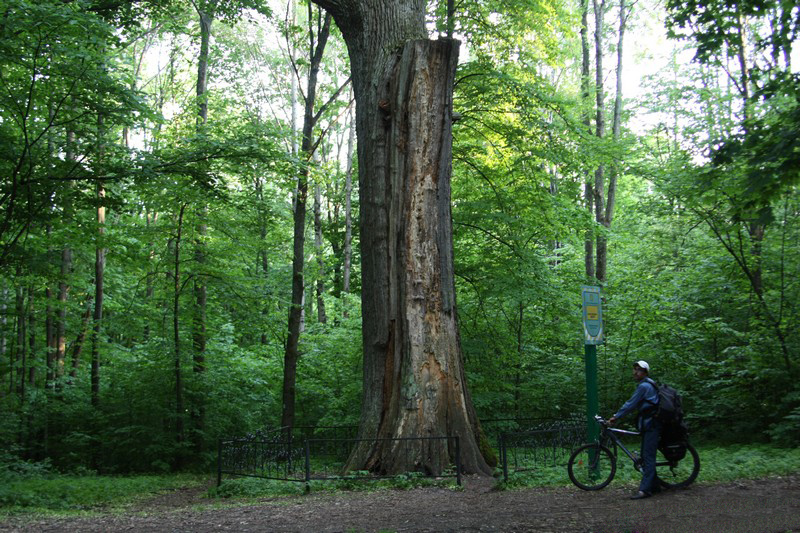
Roble de 400 años en el Parque Nacional Mezynsky

## Clima y ecorregión
El clima del parque es Clima continental húmedo, con veranos cálidos (clasificación climática de Köppen (Dfb)). Este clima se caracteriza por grandes diferencias estacionales de temperatura y un verano cálido (al menos cuatro meses con un promedio de más de 10 °C (50,0 °F), pero ningún mes con un promedio de más de 22 °C (71,6 °F). las precipitaciones en la región donde se encuentra el parque nacional de Mezynskyi tiene un promedio de 590–640 mm/año. La temperatura promedio en enero es −7,9 °C (17,8 °F), y en agosto es de 19,4 °C (66,9 °F). La zona permanece cubierta de nieve durante 110 a 115 días en promedio, con una profundidad promedio de la nieve de 21 a 22 cm.
Mezynskyi se encuentra en la ecorregión del bosque estepario de Europa oriental, una zona de transición entre los bosques latifoliados del norte y las praderas del sur. Esta ecorregión se caracteriza por un mosaico de bosques, estepas y humedales ribereños.

## Flora y fauna
Los bosques cubre el 38 % del parque, la estepa y los pastizales el 16 %, la agricultura rural el 35 % (con varios pueblos pequeños en el parque), el 3 % son lagos, el 1 % son pantanos y el 7 % son otros tipos de cobertura. Los tipos de bosque son principalmente bosque mixtos de tilos y robles o bien de arces, tilos, y robles. Hay 625 especies de plantas superiores que se han registrado en el parque. Así mismo, se han registrado 224 especies de aves y 48 especies de mamíferos.

## Uso público

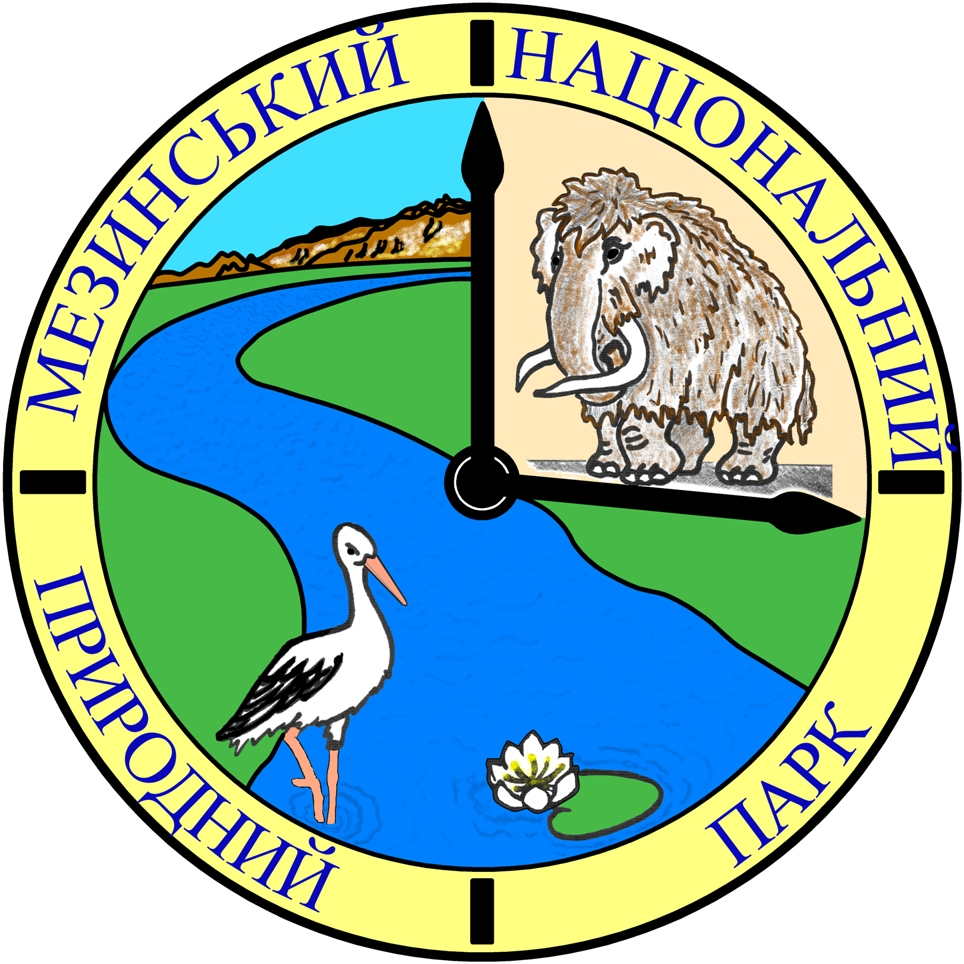
Logo del parque

El parque cuenta con tres museos, que se pueden visitar por una pequeña tarifa:
- Museo de Investigación Arqueológica Mezinsky
- Centro de Visitantes y Museo del Parque Nacional Mezynsky
- El Centro de Conservación de Antigüedades, una sala de etnografía e historia de Mezynsky

Hay una serie de rutas de senderismo y cámpines. Los visitantes pueden quedarse en alojamiento fijo en el sitio, hay estacionamiento disponible. Los campistas pueden alquilar tiendas de campaña, sacos de dormir, abrigos y mochilas.